# بنلد (ایلینوی)
بنلد، ایلینوی (به انگلیسی: Benld, Illinois) یک شهر در ایالات متحده آمریکا با جمعیت ۱٬۵۴۱ نفر است که در ایلی‌نوی واقع شده‌است.

## موقعیت جغرافیایی
موقعیت جغرافیایی شهرها و مناطق اطراف به شرح زیر است: